# Lemlem Hailu
Lemlem Hailu Techane (21 maggio 2001) è una mezzofondista etiope.

## Biografia
Durante la sua carriera giovanile ha conquistato due medaglie d'oro nei 1500 metri piani: una ai Mondiali under 18 del 2018 e una ai Giochi panafricani giovanili 2018.
Nel 2019 è stata medaglia di bronzo ai Giochi panafricani di Rabat nei 1500 m, gara nella quale raggiunse le semifinali senza però riuscire ad accedere alla finale sia ai Mondiali di Doha 2019 che ai Giochi olimpici di Tokyo 2020.
Nel 2022 ha vinto la medaglia d'oro nei 3000 metri piani ai Mondiali indoor di Belgrado.

## Progressione

### 1500 metri piani
| Stagione | Tempo    | Luogo        | Data       | Rank. Mond. |
| -------- | -------- | ------------ | ---------- | ----------- |
| 2023     | 4'08"38  | Doha         | 5-5-2023   |             |
| 2022     | 4'00"32  | Castellón    | 16-6-2022  | 18ª         |
| 2021     | 4'00"35  | Hengelo      | 8-6-2021   |             |
| 2020     | 4'04"75  | Chorzów      | 6-9-2020   |             |
| 2019     | 4'02"97  | Rabat        | 16-6-2019  |             |
| 2018     | 4'25"03  | Buenos Aires | 12-10-2018 |             |
| 2017     | 4'20"36  | Aselle       | 18-6-2017  |             |
| 2013     | 4'28"0 m | Addis Abeba  | 26-5-2013  |             |

### 1500 metri piani indoor
| Stagione | Tempo   | Luogo    | Data      | Rank. Mond. |
| -------- | ------- | -------- | --------- | ----------- |
| 2021/22  | 4'02"25 | Toruń    | 22-2-2022 |             |
| 2019/20  | 4'01"57 | Liévin   | 19-2-2020 |             |
| 2018/19  | 4'08"90 | Sabadell | 6-2-2019  |             |

## Palmarès
| Anno | Manifestazione        | Sede         | Evento        | Risultato  | Prestazione | Note                                     |
| ---- | --------------------- | ------------ | ------------- | ---------- | ----------- | ---------------------------------------- |
| 2017 | Mondiali U18          | Nairobi      | 1500 m piani  | Oro        | 4'20"80     |                                          |
| 2018 | Panafricani giovanili | Algeri       | 1500 m piani  | Oro        | 4'36"71     |                                          |
| 2018 | Olimpiadi giovanili   | Buenos Aires | 1500 m piani  | Batteria   | 4'25"03     |                                          |
| 2018 | Olimpiadi giovanili   | Buenos Aires | Cross         | 5ª         | 13'11"      |                                          |
| 2019 | Giochi panafricani    | Rabat        | 1500 m piani  | Bronzo     | 4'20"60     |                                          |
| 2019 | Mondiali              | Doha         | 1500 m piani  | Semifinale | 4'16"56     |                                          |
| 2021 | Giochi olimpici       | Tokyo        | 1500 m piani  | Semifinale | 4'03"76     |                                          |
| 2022 | Mondiali indoor       | Belgrado     | 3000 m piani  | Oro        | 8'41"82     |                                          |
| 2023 | Mondiali              | Budapest     | 10000 m piani | 17ª        | 32'42"78    |                                          |
| 2024 | Mondiali indoor       | Glasgow      | 3000 m piani  | 6ª         | 8'30"64     | Miglior prestazione personale stagionale |

## Campionati nazionali
- 2 volte campionessa nazionale dei 1500 m piani (2019, 2021)

2019
- Oro ai campionati etiopi, 1500 m piani - 4'18"4 m

2021
- Oro ai campionati etiopi, 1500 m piani - 4'05"1 m

## Altre competizioni internazionali
2019
- 9ª alla Doha Diamond League ( Doha), 3000 m piani - 8'34"03
- 12ª al Golden Gala Pietro Mennea ( Roma), 1500 m piani - 4'04"78
- 9ª al Prefontaine Classic ( Stanford), 1500 m piani - 4'06"61

2020
- 9ª alla Doha Diamond League ( Doha), 3000 m piani - 8'35"78
- Argento al Meeting Hauts-de-France Pas-de-Calais ( Liévin), 1500 m piani indoor - 4'01"57

2021
- Vincitrice del World Indoor Tour nella specialità dei 3000 m piani
- 8ª al Golden Gala Pietro Mennea ( Roma), 1500 m piani - 4'03"24

2022
- 4ª al Prefontaine Classic ( Eugene), 5000 m piani - 14'44"73
- Argento al Copernicus Cup (World Indoor Tour) ( Toruń) 1500m - 4'02"25
- 5ª alla Mezza maratona di New Delhi ( New Delhi) - 1h08'50"

2023
- 7ª al Meeting de Paris ( Parigi), 5000 m piani - 14'34"53
- Argento al Bauhaus-Galan ( Stoccolma), 5000 m piani - 14'38"06
- 11ª alla Doha Diamond League ( Doha), 1500 m piani - 4'08"38
- Bronzo al Kamila Skolimowska Memorial ( Chorzów), 3000 m piani - 8'29"43
- Oro al Indoor Meeting, Karlsruhe (World Indoor Tour) ( Karlsruhe) 3000m - 8'37"55
- Bronzo al Copernicus Cup (World Indoor Tour) ( Toruń) 3000m - 8'49"10
- Argento al Meeting Hauts-de-France Pas-de-Calais (World Indoor Tour) ( Liévin) 3000m - 8'35"15
- 5ª al Prefontaine Classic ( Eugene), 5000 m piani - 14'42"29

2024
- Bronzo alla 10K di Bangalore ( Bangalore) -31'23"